# أوستين كيرنز
أوستين كيرنز (بالإنجليزية: Austin Kearns)‏ هو لاعب كرة قاعدة أمريكي، ولد في 20 مايو 1980 في ليكسينغتون في الولايات المتحدة.

## وصلات خارجية
- أوستين كيرنز على موقع دوري كرة القاعدة الرئيسي (الإنجليزية)
- أوستين كيرنز على موقعبيزبول رفرنس.كوم (الدوري الرئيسي) (الإنجليزية)
- أوستين كيرنز على موقع إي إس بي إن.كوم (أم.أل.بي) (الإنجليزية)
- أوستين كيرنز على موقع مشجعي الرسوم البيانية (الإنجليزية)